# Syntermitoxenia extra
Syntermitoxenia extra är en tvåvingeart som beskrevs av Ronald Henry Lambert Disney 1995. Syntermitoxenia extra ingår i släktet Syntermitoxenia och familjen puckelflugor.
Artens utbredningsområde är Botswana. Inga underarter finns listade i Catalogue of Life.